# رودي ماتيس
رودي ماتيس (بالفرنسية: Rudy Matthijs)‏ ولد بتاريخ 3 مارس 1959، هو دراج بلجيكي سابق في صنف سباق الدراجات على الطريق.

## سجل النتائج

### سباقات أو مراحل فاز بها
- طواف فرنسا
- طواف سويسرا

## وصلات خارجية
- الموقع الرسمي

## روابط خارجية
- رودي ماتيس على موقع أرشيف الدراجات (الإنجليزية)
- رودي ماتيس على موقع إحصائيات الدراجات الإحترافية (الإنجليزية)
- رودي ماتيس على موقع CycleBase (الإنجليزية)